# Hans Detlev Henningsen
Hans Detlev Henningsen (* 25. April 1893 in Glückstadt, Schleswig-Holstein; † 18. Mai 1980 in München) war ein deutscher Maler.

## Leben
Nach dem Besuch des Gymnasiums war er 1913–1914 Malschüler in Hamburg bei Franz Nölken und Fritz Friedrichs. Im Ersten Weltkrieg diente er 1914–1916 als Soldat und erlitt schwere Verwundungen in Flandern.
In den Jahren von 1916 bis 1924 studierte Henningsen an der Akademie der bildenden Künste in München. Von 1922 bis 1923 stellte er erstmals in der Modernen Galerie Heinrich Thannhauser in München aus. Im Jahr 1924 unternahm er eine Studienreise nach Frankreich und Spanien, ermöglicht durch Stipendien der Stadt München und der Kunstakademie.
1929 wurde er Mitglied der Münchner Secession und nahm an der Ausstellung der Berliner Secession in der Preußischen Akademie der Künste teil.
Nach Hausdurchsuchung und Verfemung 1933 und kurzer Gestapohaft 1936 zog sich Henningsen aufs Land zurück (Gaden, Rupertiwinkel). 1945 floh er vor der Abstellung zum Volkssturm.
In den Nachkriegsjahren trat er in die Neue Gruppe München ein und war mehrmals an Ausstellungen im Haus der Kunst beteiligt. Er unternahm Reisen nach Mallorca und an die Riviera und war mit Raimund Geiger und Hermann Bruck, Hugo von Habermann, Jakob Spaeth und Hugo Tröndle befreundet.